# Chlorsilany

Strukturní vzorec trichlorsilanu

Chlorsilany jsou skupina organokřemičitých sloučenin, které mají v molekulách nejméně jednu vazbu křemík–chlor. Jejich základní sloučeninou je chlorid křemičitý a nejvíce vyráběnou sloučeninou z této skupiny je trichlorsilan.

## Výroba

### Hydrochlorsilany
Hydrochlorsilany se vyrábí Müllerovým–Rochowovým procesem, který spočívá v reakci křemíku s chlorovodíkem za vysoké teploty a přítomnosti mědi jako katalyzátoru. Souhrnná rovnice vypadá takto:
2 Si + 6 HCl → 2 HSiCl3 + 2 H2
Trichlorsilan (HSiCl3) je hlavním produktem; dichlorsilan (H2SiCl2) a chlorid křemičitý vznikají jako vedlejší produkty. Tento postup nezávisle na sobě objevili Eugene G. Rochow a Richard Müller v roce 1940.

### Methylchlorsilany
Methyltrichlorsilan (CH3SiCl3), dimethyldichlorsilan ((CH3)2SiCl2) a trimethylsilylchlorid ((CH3)3SiCl) se vyrábějí podobně jako hydrochlorsilany. Jedná se o významná organokřemičitá činidla.

## Reakce
Chlorsilany reagují s vodou za vzniku chlorovodíku, siloxanů a někdy i oxidu křemičitého. Z trimethylsilylchloridu se takto tvoří hexamethyldisiloxan:
2 (CH3)3SiCl + H2O → [(CH3)3Si]2O + 2 HCl
Produkt obdobné reakce dimethyldichlorsilanu bude polymerní nebo cyklický siloxan:
n (CH3)2SiCl2 + n H2O → [(CH3)2SiO]n + 2n HCl

## Použití
Chlorid křemičitý a trichlorsilan jsou meziprodukty při výrobě ultračistého křemíku na výrobu polovodičů. Chlorsilany získané ze surového křemíku procházejí frakční destilací a následně jsou redukovány vodíkem na křemík obsahující nanejvýš 10−9 % nečistot.
Organické chlorsilany se používají jako složky nátěrů na křemíkové a skleněné předměty a při výrobě polysiloxanů. Nejčastěji se k tomuto účelu používají methylsiloxany, lze ovšem použít i fenylchlorsilany.
Methylchlorsilany mohou mít jednu až tři methylové skupiny. Dichlordimethylsilany obsahují dva atomy chloru a reakcí s vodou z nich tak vznikají lineární řetězce vazeb Si-Si podobných etherům. Stejně jako u polyetherů zde vzniká polymer, konkrétně polydimethylsiloxan (PDMS). K rozvětvování jeho řetězců a tvorbě překřížených struktur lze použít trichlormethylsilan, zatímco chlortrimethylsilan see použije na vytváření hlavního řetězce a sníýžení molekulové hmotnosti výsledného produktu.
Použitím různých skupiny odvozených od kyselin, jako je acetyl, namísto chloru se chemické vlastnbosti vzniklého polymeru příliš nezmění. Takovéto analogy chlorsilanů jsou běžně obsaženy v tmelech a lepidlech a díky omezené toxicitě se také používají na výrobu silikonu pro lékařské účely.